# S-Adenosylmethionine
S-Adenosylmethionine (SAM-e, SAMe, SAM, AdoMet, ademetionine) là một hợp chất thiên nhiên trong mọi tế bào còn sống và được sản xuất bằng cách nuôi tế bào các loại men, nấm. SAM được tìm ra đầu tiên ở Ý bởi G. L. Cantoni năm 1952.
SAMe đã được bán theo toa bác sĩ ở các nước châu Âu từ năm 1975 để chữa viêm khớp và trầm cảm. Thuốc này khá đắt và phải dùng từ 400 mg tới 1200 mg mỗi ngày. Tác dụng phụ là gây khó chịu trong tiêu hóa, dễ bị tiêu chảy.